# Acrolophus barnesii
Acrolophus barnesii är en fjärilsart som beskrevs av Dyar 1900. Acrolophus barnesii ingår i släktet Acrolophus och familjen Acrolophidae. Inga underarter finns listade i Catalogue of Life.